# Abdomentransversaldurchmesser
Der Abdomentransversaldurchmesser (ATD, auch: Abdomenquerdurchmesser, AQD) ist ein Messwert der Fetometrie (lat. abdomen ‚Bauch‘). Im Rahmen der Pränataldiagnostik gibt dieser Messwert an, welchen Durchmesser der Bauch des Fötus (gemessen von rechts nach links) unterhalb des kindlichen Herzens hat. Er kann bei Ultraschalluntersuchungen ermittelt werden, um aus ihm und dem Anterior-Posterior-Durchmesser (APD, gemessen vom Bauchnabel zur Wirbelsäule) den Bauchumfang zu errechnen und so festzustellen, ob der Fötus zeitgerecht entwickelt ist oder ob eine intrauterine Wachstumsretardierung vorliegt. In Kombination mit weiteren Messwerten – vor allem mit dem Kopfumfang und der Oberschenkelknochen-Länge – kann das Körpergewicht des Fötus abgeschätzt werden.
Der Abdomentransversaldurchmesser kann größer sein als normal, wenn die Mutter z. B. Diabetes hat; geringere Werte können ein Zeichen dafür sein, dass der Fötus z. B. infolge von Veränderungen der Plazenta unterernährt ist.